# Crocidura vorax
Crocidura vorax е вид бозайник от семейство Земеровкови (Soricidae).

## Разпространение
Видът е разпространен във Виетнам, Индия, Китай, Лаос и Тайланд.